# Мортон, Люси
Люси Мортон (англ. Lucy Morton, в замужестве Хитон, англ. Heaton; 23 февраля 1898, Натсфорд, Чешир — 26 августа 1980, Блэкпул, Ланкашир) — британская пловчиха, чемпионка летних Олимпийских игр 1924 года на дистанции 200 м брассом.

## Биография
Люси Мортон родилась в 1898 году в Натсфорде. Она начала заниматься плаванием в 10-летнем возрасте. Мортон не смогла поучаствовать в летних Олимпийских играх 1920 года, так как на них не проводились соревнования в плавании брассом или на спине среди женщин. На летних Олимпийских играх 1924 года она победила на дистанции 200 м брассом, завоевав единственную золотую медаль в плавании для своей страны на этих Олимпийских играх. При этом все остальные первые места в женском плавании заняли американки. За свою карьеру Мортон установила мировые рекорды в плавании на дистанциях 150 и 200 ярдов брассом.
Вскоре после Олимпийских игр Мортон завершила карьеру в спорте. В 1927 году она вышла замуж за почтового работника Гарри Хитона. Они проживали в Блэкпуле, где Люси работала тренером, в том числе с детьми-инвалидами. Она скончалась в 1980 году в Блэкпуле на 83-м году жизни. В 1988 году она была посмертно включена в Зал Славы мирового плавания. В 2019 году золотая медаль Мортон и другие памятные вещи были выкуплены городским советом Блэкпула за £12,255 у её внучки и выставлены в центральной библиотеке города.